# Taiwanfasan
Taiwanfasan (Lophura swinhoii) är en fågel i familjen fasanfåglar inom ordningen hönsfåglar. Den är endemisk för Taiwan. IUCN kategoriserar den som nära hotad.

## Utseende och läte
Taiwanfasan är en vacker, skygg fasan med kroppsländen är 79 cm för hanen, varav stjärten 41–50 cm, medan honan är 50 cm lång. Hanen är mestadels skifferblå, med grönglansiga fjäderkanter på övre vingtäckarna, en brun fläck på skapulerna och vitt i en huvudtofs samt på övre delen av ryggen och de centrala stjärtfjädrarna. Honan saknar huvudtofs och har kortare stjärt. Fjäderdräkten varierar, men är vanligen rödbrun med breda ljusa teckningar på ovansidan. 

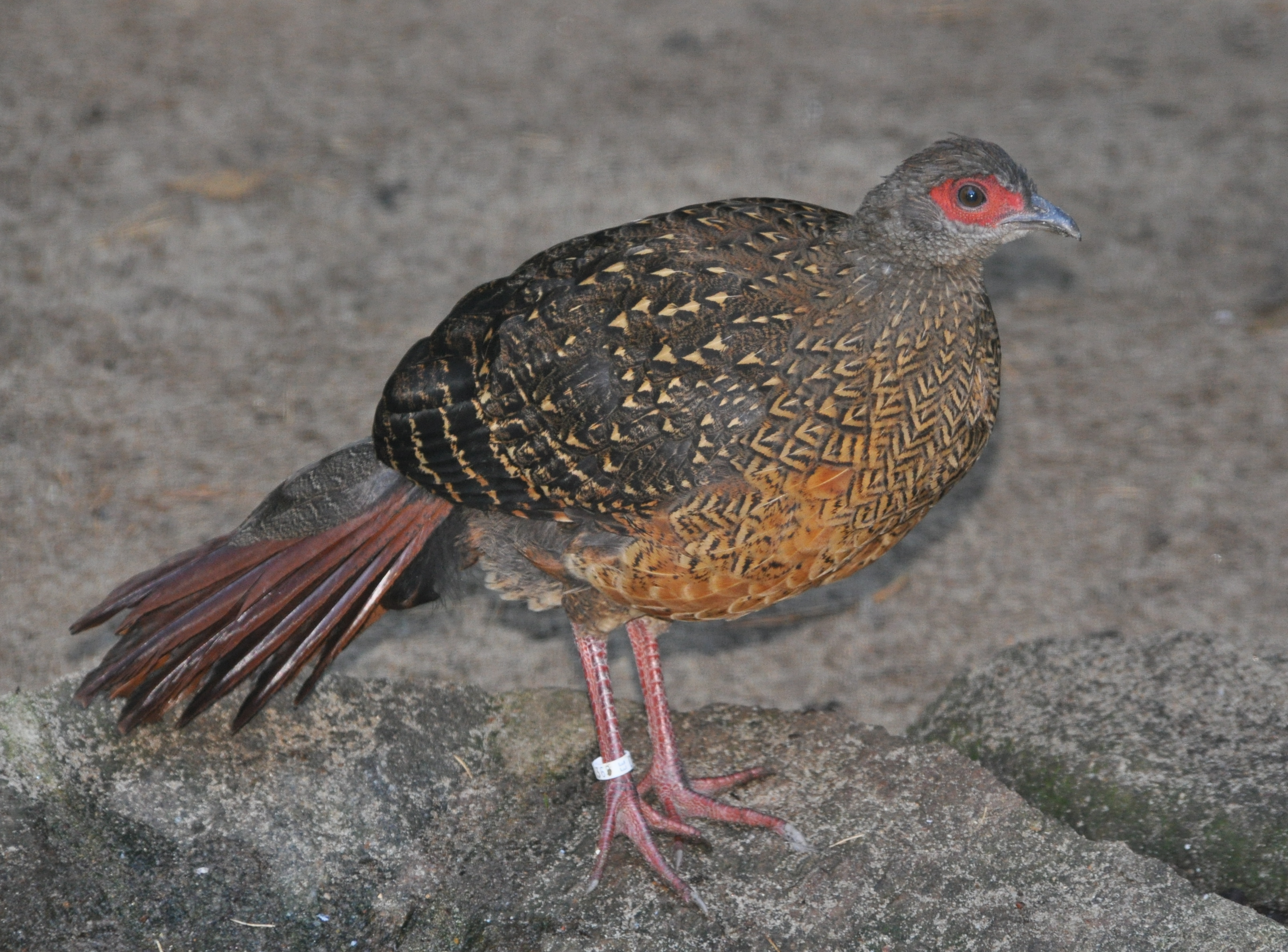
Hona.

Jämfört med mikadofasanen har hanen vitt på stjärten och ryggen, medan honan är varmare brun med bredare stjärt, ljus näbb, rödaktiga ben och otecknad undersida.Båda könen har röd bar hud i ansiktet, mer utbrett hos hanen. Lätena består av kluckande ljud och ljusa gnisslinga varningar. 

## Utbredning och systematik
Fågeln förekommer enbart i bergsskogar på centrala Taiwan. Den behandlas som monotypisk, det vill säga att den inte delas in i några underarter. Taiwanfasanen är troligen systerart till vietnamfasan. Tillsammans utgör de en systergrupp till resten av arterna i släktet.

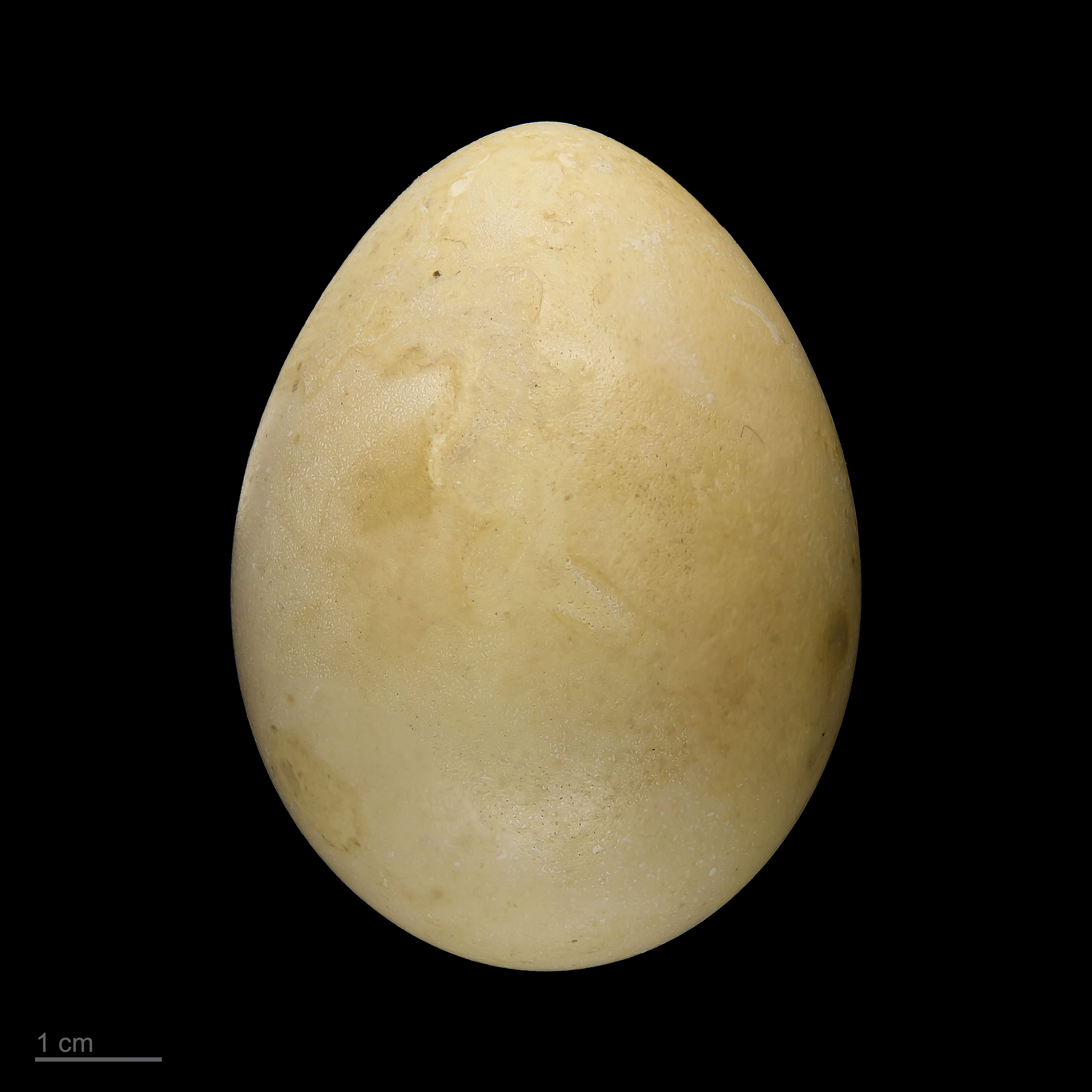
Ägg från taiwanfasan.

## Levnadssätt
Taiwanfasanen hittas i undervegetation i bergsskogar. Där födosöker den tystlåtet i par, tillfälligtvis utmed skogsbryn på stigar och vägar.

## Status
Taiwanfasanen har ett litet bestånd uppskattat till mellan 3300 och 6700 vuxna individer. Utbredningsområdet är litet och minskar i omfång till följd av habitatdegradering. Inom skyddade områden är beståndet troligen säkrat, men dessa riskerar bli allt mer isolerade på grund av habitatförlust i andra områden. Internationella naturvårdsunionen IUCN kategoriserar arten som nära hotad.

## Namn
Artens vetenskapliga namn hedrar Robert Swinhoe (1836-1877), brittisk diplomat i Kina och vicekonsul i Taiwan 1860-1866 tillika samlare och naturforskare. Tidigare kallades den swinhoefasan även på svenska, men justerades 2023 till ett enklare och mer informativt namn av BirdLife Sveriges taxonomikommitté.